# 皮埃尔·德拉瓦尔
皮埃尔·德拉瓦尔（法語：Pierre Delaval，？—），法国男子越野滑雪运动员。他曾代表法国参加1984年和1988年冬季残疾人奥林匹克运动会越野滑雪比赛，获得三枚金牌和一枚银牌。